# 1988 au Québec
Cet article traite des événements survenus en 1988 au Québec. 

## Événements

### Janvier
- 6 janvier - Hydro-Québec signe un contrat de 17 milliards de dollars avec l'État de New York. C'est son plus important contrat d'électricité depuis sa création[1].
- 22 janvier - René et Nathalie Simard annoncent un tournant de leur carrière avec leur nouvel album Tourne la page[2].
- 23 janvier- le père Emmett Johns (mieux connu sous le pseudonyme de Pops) fonde l'organisme Dans la rue pour venir en aide aux jeunes de la rue[3].

### Février
- 8 février- Pauline Marois annonce qu'elle se rallie à Jacques Parizeau[4].
- 11 février- la commission Rochon sur les services et les soins de santé remet son rapport. L'universalité et la gratuité doivent être maintenues; des régies régionales doivent être créées; le fédéral doit accorder une meilleure contribution financière au système[5].
- 14 février- le ministre fédéral Michel Côté doit démissionner du cabinet Mulroney. Il est accusé d'avoir accordé des centaines de contrats sans soumission[6].
- 24 février- le policier Allan Gossett est acquitté du meurtre d'Anthony Griffin. La communauté noire de Montréal crie à l'injustice[7].
- 26 février- l'autoroute 20 prend le nom d'autoroute Jean-Lesage[8].

### Mars
- 8 mars- la première session de la 33e législature est prorogée. Le même jour, le lieutenant-gouverneur ouvre la deuxième session de la même législature[9].
- 17 mars- Jacques Parizeau devient officiellement président du Parti québécois[10].
- 22 mars- la commissaire aux langues officielles D'Iberville Fortier, déclare que le Québec humilie les anglophones en cherchant à promouvoir le français. Robert Bourassa qualifie ces propos d'"irréalistes et irréfléchis". L'Assemblée nationale adopte une motion de blâme à son endroit[11].

### Avril
- 2 avril- Lucien Bouchard devient secrétaire d'État à Ottawa[12].
- 17 avril- 25 000 manifestants réclament un Québec français à Montréal. La manifestation était organisée par la Société Saint-Jean-Baptiste et le Mouvement national des Québécois[13].
- 18 avril- panne d'électricité générale à travers le Québec[14].
- 19 avril- les médias annoncent que le gouvernement du Québec paie des avocats pour contester la loi 101 en Cour suprême[15].
- 26 avril- Gary Filmon remporte l'élection (en) manitobaine. Il n'a, pour le moment, pas l'intention d'entériner l'Accord du lac Meech[16].
- 29 avril- Lucien Bouchard annonce qu'il sera candidat progressiste-conservateur dans la circonscription de Lac Saint-Jean lors de la prochaine élection partielle[17].

### Mai
- 11 mai- Yvon Charbonneau quitte la présidence de la CEQ[18].
- 12 mai- le budget de Gérard D. Lévesque annonce une baisse d'impôt générale ainsi que l'octroi de 3 000 $ pour un troisième enfant. Les dépenses sont de l'ordre de 31,5 milliards de dollars pour l'année en cours[19].
- 25 mai- le Cirque du Soleil triomphe à New York[20].
- 29 mai- l'archevêque de Montréal, Paul Grégoire, est nommé cardinal[21].

### Juin
- 7 juin- Lucien Bouchard promet l'établissement de l'Agence spatiale à Montréal[22].
- 9 juin- la compagnie Steinberg émet un avis officiel de licenciement collectif de ses 12 000 employés[23].
- 14 juin- le Conseil de la langue française conclut que le concept de société distincte est flou et vide[24].
- 20 juin-
  - Lucien Bouchard remporte l'élection partielle fédérale de Lac-Saint-Jean[25].
  - le PLQ remporte les élections partielles d'Anjou et de Roberval[9].
  - Steinberg et le syndicat signent une entente de principe permettant de sauver la compagnie[26].
- 22 juin- la Chambre des communes entérine l'Accord du lac Meech[27].
- 27 juin-
  - Lorraine Pagé devient la nouvelle présidente de la CEQ[28].
  - André Bourbeau devient le nouveau responsable de la réforme de l'aide sociale, succédant ainsi à Pierre Paradis[9].

### Juillet
- 7 juillet- Terre-Neuve entérine l'Accord du lac Meech. Il ne reste plus que les assemblées législatives du Nouveau-Brunswick et du Manitoba pour l'officialiser[16].
- 8 juillet- Allan Gosset est congédié de la police de Montréal. Il avait abattu un citoyen Noir, Anthony Griffin l'automne passé[29].
- 14 juillet- le Congrès américain adopte l'accord de libre-échange[30].
- 29 juillet- Lucien Bouchard défend le projet de loi C-172, qui permet au gouvernement fédéral d'accorder des subventions à divers organismes pour qu'ils offrent des services bilingues, mais déclare ne pas vouloir imposer le bilinguisme au Québec[31].

### Août
- 3 août- le toit du Stade olympique se déchire lors d'un orage[32].
- 23 août- 20 000 gallons de BPC flambent à Saint-Basile-le-Grand. 2 000 personnes sont évacuées[33].
- 29 août-
  - Québec annonce qu'il apportera une aide financière aux sinistrés de Saint-Basile[34].
  - le ministère de l'Environnement reconnait que l'entrepôt de Saint-Basile n'avait pas été inspecté depuis mai 1987. Plus tard, un employé de garage, Alain Chapleau, admettra avoir mis le feu volontairement[35].
- 31 août-
  - la Chambre des communes entérine l'accord de libre-échange[36].
  - inauguration de la chaîne française TV5 qui diffuse dans 21 pays et dont le but est de faire connaître la culture de la francophonie à travers le monde[37].

### Septembre
- 9 septembre- la population de Saint-Basile peut maintenant rentrer chez elle[38].
- 21 septembre- le prédicateur Pierre Lacroix est accusé d'actes d'indécence vis-à-vis trois adolescents[39].
- 26 septembre-Guy Lafleur annonce son retour au jeu. Il signe un contrat de deux ans avec les Rangers de New York[40].
- 29 septembre- sortie du livre Lendemains piégés de Claude Morin, racontant l'histoire des négociations constitutionnelles entre le référendum de 1980 et la nuit des Longs Couteaux de 1981[41].

### Octobre
- 1er octobre- le salaire minimum au Québec monte de 4,55 $ à 4,75 $[42].
- 7 octobre- annonce que l'incident de Saint-Basile a coûté 15 millions $ au gouvernement du Québec[43].
- 13 octobre- 250 policiers investissent Akwesasne et raflent pour 200 000 $ de cigarettes illégales. Les Mohawks menacent de bloquer le pont reliant le Canada aux États-Unis[44].
- 15 octobre- les orphelins de Duplessis demandent une compensation pour les sévices subis dans les asiles et les hôpitaux qui les ont hébergé du temps de leur enfance durant les années 1940 et 1950[45].
- 20 octobre- le Musée de la civilisation de Québec est inauguré[46].
- 23 octobre- Céline Dion remporte 4 Félix au Gala de l'ADISQ. La révélation de l'année est Mitsou[47].

### Novembre
- 18 novembre- Le film d'animation américain Oliver et Compagnie est sorti dans les salles du cinéma dans la province, et est le premier long-métrage d'animation de Disney bénéficiant d'un doublage francophone réalisé au Québec, en plus du doublage français[48].
- 21 novembre- le Parti conservateur de Brian Mulroney remporte les élections générales et formera un gouvernement majoritaire. Au Québec, le résultat est de 63 conservateurs élus contre seulement 12 libéraux[49].
- 25 novembre- un tremblement de terre de magnitude 6,2 sur l'échelle Richter secoue le sud du Québec, privant 350 000 personnes d'électricité et faisant des milliers de dollars de dégâts. Les régions de Québec et du Saguenay–Lac-Saint-Jean sont particulièrement touchées[50],[51],[52].
- 25 au 27 novembre- le congrès du PQ à Saint-Hyacinthe vote des résolutions concernant un renforcement de la loi 101, la parité d'aide sociale et la mise en place de la souveraineté après le vote d'une majorité d'électeurs. Pauline Marois devient vice-présidente du parti[53].
- 28 novembre- les Nordiques de Québec sont achetés par un consortium formé de Marcel Aubut, du Fonds de solidarité FTQ, de la Mutuelle du Québec, de Daishowa et de Métro-Richelieu[54].

### Décembre
- 13 décembre- la réforme de l'aide sociale est adoptée à l'Assemblée nationale[55].
- 15 décembre- la Cour suprême statue que le gouvernement du Québec peut exiger la prédominance du français dans la langue d'affichage mais ne peut forcer les commerçants à n'employer exclusivement que cette langue[56].
- 18 décembre- le gouvernement dépose le projet de loi 178 permettant l'affichage bilingue à l'intérieur des commerces. La clause nonobstant est utilisée pour maintenir l'unilinguisme français à l'extérieur[57].
- 19 décembre- le Manitoba se dissocie définitivement de l'Accord du lac Meech[58].
- 20 décembre- Clifford Lincoln, Herbert Marx et Richard French démissionnent du gouvernement pour protester contre la loi 178[9].
- 31 décembre- l'accord de libre-échange entre le Canada et les États-Unis entre en vigueur[59].

## Naissances
- Anastasia De Sousa (étudiante, tuée lors de la fusillade au collège Dawson le 13 septembre 2006)
- 5 janvier - Mathieu Perreault  (joueur de hockey)
- 24 mars - Roxanne Gaudette-Loiseau (actrice)
- 28 mai - David Perron (joueur de hockey)
- 6 juillet - Léane Labrèche-Dor (actrice)
- 7 août - Jonathan Bernier (joueur de hockey)
- 26 septembre - Maxime Dumontier (acteur)
- 10 novembre - Xavier Barsalou-Duval (homme politique)

## Décès
- 27 janvier - Guy Sanche (acteur) (º 5 juillet 1934)
- 12 février - Lucie Mitchell (actrice) (º 9 décembre 1911)
- 16 février - Jean Carignan (violoniste) (º 7 décembre 1916)
- 14 mars - Raymond Laplante (journaliste, animateur de radio et de télévision) (º 11 novembre 1917)
- 29 mars - Maurice Blackburn (musicien) (º 22 mai 1914)
- 24 avril - Thomas Tremblay (homme de loi) (º 13 décembre 1895)
- 7 juin - Maurice Proulx (cinéaste) (º 13 avril 1902)
- 19 juin - Fernand Séguin (homme de sciences, animateur et journaliste) (º 9 juin 1922)
- 22 juillet - André Rufiange (journaliste) (º 19 janvier 1930)
- 8 août - Félix Leclerc (chanteur, poète et écrivain) (º 2 août 1914)
- 26 août - Jerry Trudel (journaliste sportif) ( 1919)
- 28 août - Jean Marchand (syndicaliste et homme politique) (º 20 décembre 1918)
- 17 septembre - Jacques Beauchamp (journaliste sportif) (º 4 février 1927)
- 31 octobre - Alfred Pellan (peintre et illustrateur) (º 16 mai 1906)
- 20 décembre - Joseph-Alphonse Ouimet (ingénieur) (º 12 juin 1908)

### Articles généraux
- Chronologie de l'histoire du Québec (1982 à aujourd'hui)
- L'année 1988 dans le monde
- 1988 au Canada

### Articles sur l'année 1988 au Québec
- Élection fédérale canadienne de 1988
- Loi 178
- Liste des lauréats des prix Félix en 1988
- Séisme de 1988 au Saguenay
- Course à la direction du Parti québécois de 1988